# Night Man
Night Man (Brasil: O Homem Elétrico)  é uma série de televisão do gênero ação, aventura e ficção científica baseada em uma história em quadrinhos criada por Steve Englehart e publicada pela Malibu Comics. Desenvolvida para a televisão por Glen A. Larson, a série ao ar entre 19 de setembro de 1997 e 17 de maio de 1999, tendo um total de 44 episódios divididos em duas temporadas. No Brasil, foi exibida pelo SBT.

## Resumo da série
Johnny Domino, um famoso saxofonista de jazz de São Francisco, é atingido acidentalmente por um raio num acidente de carro. A partir daí, Johnny percebe que, além de não precisar mais dormir, ganhou poderes de telepatia e consegue "sintonizar-se na frequência do mal", ouvindo os acontecimentos ruins ao seu redor. 
Ao salvar um ex-engenheiro da CIA de uma tentativa de assassinato, Johnny ganha dele um traje à prova de balas com habilidades especiais (como a capacidade de voar, lançar raios laser, enxergar no escuro e permanecer invisível a olho nu por meio de um sistema de camuflagem holográfica) e passa a lutar contra o crime assumindo o alter ego de Night Man. 
Embora muitas vezes lute contra inimigos diferentes, seu arqui-inimigo é o bilionário Kieran Keyes, que mata o pai de Johnny, Frank Domino, na estréia da segunda temporada.  

## Elenco
- Matt McColm como Johnny Domino/Night Man
- Earl Holliman como Frank Dominus
- Derek Webster como Raleigh Jordan (1ª Temporada)
- Derwin Jordan como Raleigh Jordan (2ª Temporada)
- Felecia Bell Schafer como Jessica Rodgers
- Jayne Hetmeyer como Tenente Briony Branca
- Kim Coates como Kieran Keyes

## Episódios

### Primeira Temporada: 1997-98
- World Premiere
- Pilot (2)
- Whole Lotta Shakin'...
- I Left My Heart
- Still of the Night
- Face to Face
- Chrome
- Takin' It to the Streets
- Lady in Red
- That Ol' Gang of Mine
- Bad Moon Rising
- Constant Craving
- You are Too Beautiful
- Do You Believe in Magic?
- The House of Soul
- Nightwoman
- Chrome II
- Bad to the Bone
- Hitchhiker
- Devil in Disguise
- Double Vision
- Amazing Grace

### Segunda Temporada: 1998-99
- The Ultraweb
- The Black Knight
- It Came from Out of the Sky
- Book of the Dead
- Fear City
- Manimal
- Knight Life
- The People's Choice
- Ring of Fire
- Sixty Minute Man
- Blader
- Love and Death
- Burning Love
- Scent of a Woman
- Dust
- Spellbound
- Double Double
- The Enemy Within
- Gore
- Revelations
- Nightwoman Returns
- Keyes to the Kingdom of Hell

## Prêmios
| Ano  | Premiação  | Resultado | Categoria                                   | Apresentador   | Episódio |
| ---- | ---------- | --------- | ------------------------------------------- | -------------- | -------- |
| 1999 | Leo Awards | Vencedor  | Melhor Trilha Sonora em uma Série Dramática | Graeme Coleman | "Dust"   |